# Recompensa

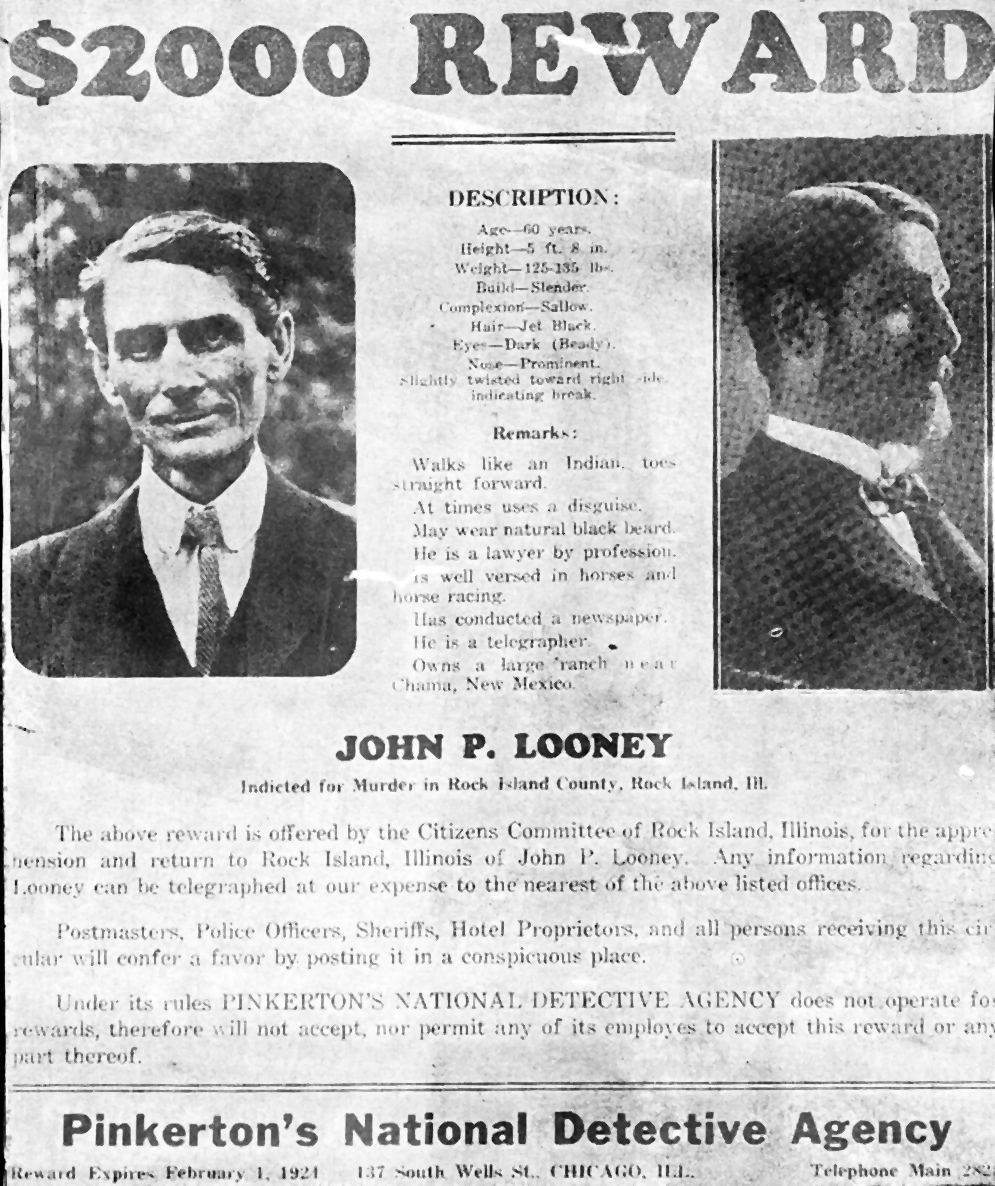
Cartel de recompensa ofrecida por la captura de un asesino (1922)

Una recompensa (del latín "re y pensare, "pesar en una balanza", "premiar, dar una cosa para reparar un daño") es ofrecida a menudo por un grupo como incentivo para la realización de una tarea a alguien no asociado generalmente al mencionado grupo. 
Las recompensas se anuncian comúnmente para la captura o la recuperación de una persona o de una cosa. Están típicamente representadas en forma de dinero. Dos ejemplos modernos de recompensas son las que se ofrecieron por la captura de  Saddam Hussein  por los Estados Unidos y una recompensa de Microsoft para hallar al creador de un virus de computadoras. 
Se conoce a las personas que se ganan la vida buscando recompensas por determinadas cosas como caza-recompensas. 
Un sistema de recompensas fue utilizado en la Guerra Civil de los Estados Unidos. Era un incentivo para aumentar los alistamientos. 
Otro sistema de recompensas fue utilizado en Nueva Gales del Sur para aumentar el número de inmigrantes (1832). 